# Al-Saleh-Moschee

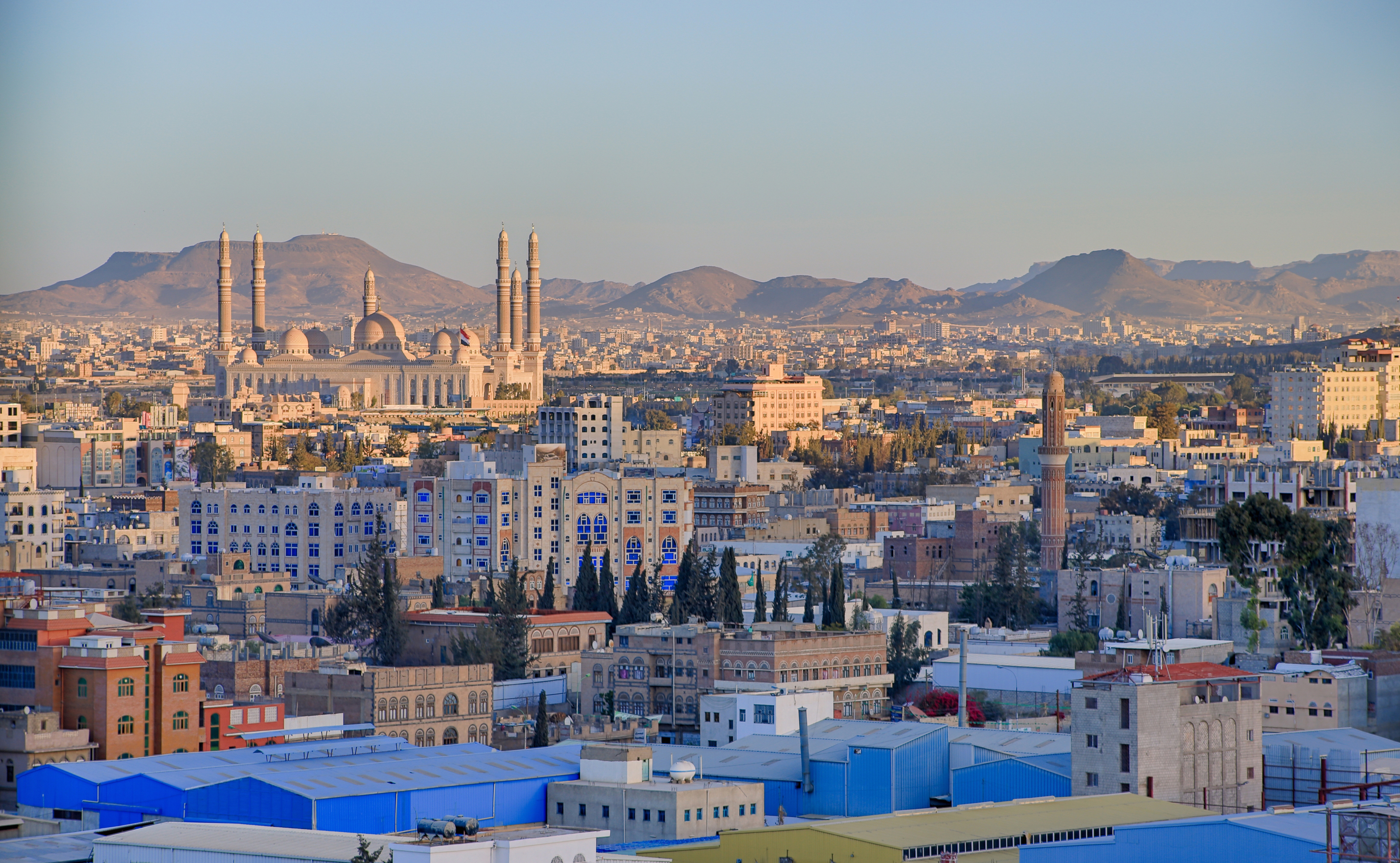
al-Saleh-Moschee (oben links im Bild)

Die al-Saleh-Moschee (arabisch جَامِع ٱلصَّالِح Dschami as-Salih, DMG Ǧāmiʿ aṣ-Ṣāliḥ) ist eine moderne Moschee in Sanaa und die größte Moschee des Jemen. Sie liegt am südlichen Rand der Stadt in der Nähe des Präsidentenpalasts. Eingeweiht wurde sie im November 2008 von dem inzwischen verstorbenen jemenitischen Präsidenten Ali Abdullah Saleh und ist nach diesem benannt. Die 27.300 Quadratmeter große Moschee verfügt über eine 13.596 Quadratmeter große zentrale Halle, in der 44.000 Menschen Platz finden. Die Moschee ist auch für Personen anderer Glaubensrichtungen und ausländische Touristen zugänglich.

## Geschichte
Der Bau der modernen Moschee kostete knapp 60 Millionen US-Dollar und Präsident Saleh wurde für ein derartig teures Projekt in einem armen Land kritisiert. Beim Bau stürzten die Minarette mehrmals ein, was zu einigen Todesfällen führte. Es wurde auch berichtet, dass lokale Unternehmer von der Regierung mit Repressalien und der Annullierung ihrer Geschäftslizenzen bedroht wurden, falls sie nicht für den Bau der Moschee bezahlen würden. Die Moschee wurde auf einem großen Grundstück gebaut, das von der Familie Beit Zuhra, einer bekannten lokalen Familie, erworben wurde. Als die Zuhras sich weigerten, das Grundstück zu einem niedrigen Preis zu verkaufen, wurde ihr ältester Sohn gegen Lösegeld entführt und drei Monate später freigelassen, nachdem die Familie zugestimmt hatte, das Grundstück für die Moschee zu einem niedrigen Preis zu verkaufen.
Die Moschee war Schauplatz von Kämpfen während des Jemenitischen Bürgerkriegs zwischen den Huthi-Rebellen und der Regierung von Ali Abdullah Saleh im Dezember 2017. Nach der Einnahme der Stadt und der Tötung von Saleh durch die Huthi kursierten in Sanaa Gerüchte, dass die Huthis beabsichtigten, die Kuppel der Moschee grün zu streichen.

## Architektur
Für den Bau der Moschee wurden verschiedene Steinsorten verwendet, darunter schwarzer Basalt sowie Kalkstein in Rot, Weiß und Schwarz. Der Architekturstil bildet eine Fusion aus traditioneller jemenitischer Architektur und islamischer Architektur, mit vielen Koranversen an den Wänden. Die Form der Anlage ist auch an die Bauweise der Himyar angelehnt. Das Gebäude verfügt über Holzdächer und sieben verzierte Kuppeln. Die 15 Eingangstüren sind 22,86 Meter hoch und weisen eingravierte Kupfermuster auf. Vier der sechs Minarette sind 160 Meter hoch. Die Moschee hat drei Stockwerke. Im Inneren erhellt ein großer Kristallkronleuchter den Hauptgebetsraum. Der Innenraum misst vom Boden bis zur Decke 24 Meter. Im Inneren der Mosche befindet sich auch eine Koranschule mit Bibliothek und Klassenräumen sowie Räume nur für muslimische Frauen. Die Frauen beten in einem geschlossenen Bereich, der von der zentralen Haupthalle getrennt ist, um die Geschlechtertrennung einzuhalten.
Die Moschee verfügt über moderne Annehmlichkeiten wie Klimaanlagen und ein Soundsystem sowie umfassende Sicherheitsvorkehrungen, einschließlich Bombenspürhunden. Das Gebäude bleibt die ganze Nacht hindurch beleuchtet.

## Sonstiges

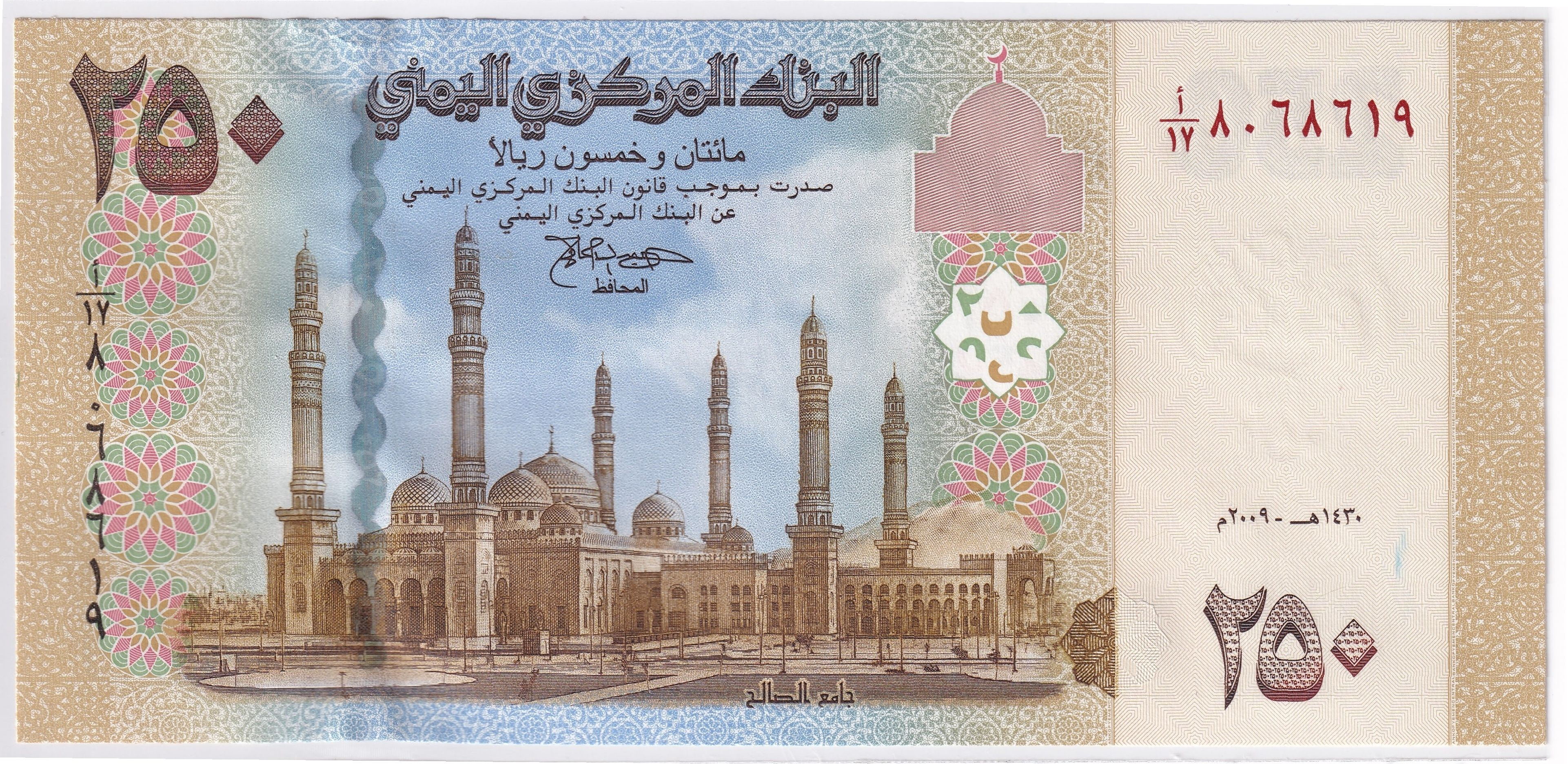
Moschee auf 250-Rial-Banknote

Die Saleh-Moschee erscheint auf der jemenitischen Währung, dem Jemen-Rial. Sie ist auf der Vorderseite der 2009 ausgegebenen 250-Rial-Note abgebildet.